# Atribut (računalništvo)
Atribut označuje opis lastnosti entitete.  V računalništvu je značilna uporaba atributov pri obravnavi entitet kot so datoteke v zunanjem pomnilniku, tabele v podatkovnih zbirkah, funkcije v programskih jezikih in oznake v opisnih jezikih. Atribut opisuje določeno vrednost določenega primerka entitete. Na primer v entiteti Osebe, imamo primerek Janez, z lastnostjo oziroma atributom modra barva oči. Pri tem je barva oči ime atributa, modra pa vrednost atributa.

## Primeri uporabe
- V opisnem jeziku HTML so atributi navedeni za imenom oznake elementa. V spodnjem  primeru ima HTML oznaka img atribut "src" ima vrednostjo "Drava.jpg".

<img src="Drava.jpg">

- V programskem jeziku Python se atributi uporabljajo pri opisu funkcije. V spodnjem primeru ima funkcija Izpis atribut Ime z vrednostjo Janez.

def Izpis(Ime):
  print(Ime)
  
Izpis("Janez")